# Прикол (река)
Прико́л (устар. Крыничная) — река на Украине, в Сумском районе Сумской области. Длина реки — 11 км. Площадь водосборного бассейна — 48,7 км.
Вытекает из пруда в селе Петрушевка. Течёт по открытой местности в северо-западном направлении через населённые пункты Великий Прикол и Малая Рыбица.
Впадает в Рыбицу справа в 8 км от её устья. Уклон русла Прикола — 4,8 м/км.
В прошлом река носила название — Крыничная, а Приколом назывался один из её притоков. После 1671 года в устье реки образовалось село Криничное, ныне являющееся частью Малой Рыбицы.